# Insubria (spoorwegen)
De Insubria is een internationale trein op het traject Milaan - Zürich. De spoorwegen hebben vanaf het begin namen gegeven aan hun treinen. De eerste locomotieven hadden bijvoorbeeld namen als Rocket, Arend en Limmat. Toen het spoorwegnet verder groeide werden ook langeafstandstreinen van namen voorzien, bijvoorbeeld de California Zephyr in de Verenigde Staten en de Oriënt-Express in Europa. Zowel de CIWL als de MITROPA hadden al voor de Tweede Wereldoorlog hun langeafstandstreinen van een naam voorzien. De trein is vernoemd naar de streek Insubrië, ten zuiden van de Gotthardpas.

## Eurocity
De Insubria is een van de EuroCity-treinen tussen Italië en Zwitserland die door Cisalpino worden geëxploiteerd. De trein heeft dezelfde route als de vroegere TEE Ticino echter met meer tussenstops.

### Route en dienstregeling
EC 179
| ZM | land        | station         | km  | MZ |
| -- | ----------- | --------------- | --- | -- |
|    | Zwitserland | Zürich          | 0   |    |
|    | Zwitserland | Arth Goldau     |     |    |
|    | Zwitserland | Göschenen       |     |    |
|    | Zwitserland | Bellinzona      |     |    |
|    | Zwitserland | Lugano          | 216 |    |
|    | Zwitserland | Chiasso         |     |    |
|    | Italië      | Como            | 247 |    |
|    | Italië      | Milano Centrale | 293 |    |